# Pseudobrownanthus
Genre
Classification phylogénétique
Pseudobrownanthus Ihlenf. & Bittrich est un genre de plante de la famille des Aizoaceae.
Pseudobrownanthus Ihlenf. & Bittrich, in Bot. Jahrb. Syst. 105: 319 (1985)
Type : Pseudobrownanthus nucifer Ihlenf. & Bittrich

## Liste des espèces
Pseudobrownanthus Ihlenf. & Bittrich est, à ce jour, un genre monotype.
- Pseudobrownanthus nucifer Ihlenf. & Bittrich